# Rivière de l'Esturgeon (vattendrag i Kanada, lat 45,27, long -73,80)
Rivière de l'Esturgeon är ett vattendrag i Kanada.   Det ligger i provinsen Québec, i den sydöstra delen av landet, 150 km öster om huvudstaden Ottawa.
Trakten runt Rivière de l'Esturgeon består till största delen av jordbruksmark. Runt Rivière de l'Esturgeon är det ganska glesbefolkat, med 24 invånare per kvadratkilometer.